# Anycles
Anycles is een geslacht van vlinders van de familie spinneruilen (Erebidae), uit de onderfamilie Arctiinae.

## Soorten
- A. adusta Felder, 1869
- A. anthracina Walker, 1854
- A. brinkleyi Rothschild, 1912
- A. cupreus Schaus, 1901
- A. dolosus Walker, 1854
- A. tenebrosa Rothschild, 1912